# 日本登山医学会
一般社団法人日本登山医学会（にほんとざんいがっかい、英称:Japanese Society of Mountain Medicine）は、1981年設立の登山医学に関する国内唯一の学会である。

## 概要
1981年設立の登山医学に関する学会としては世界的に歴史のある学会である。
Society of Mountain Medicineと名の付く登山医学の学術団体としては日本登山医学会が世界で初めてである
日本医学会には未加盟である。

## Diploma in Mountain Medicine（DiMM）
国際山岳連盟（UIAA）医学委員会、国際山岳医学会（ISMM）、国際山岳救助委員会（
ICAR）が共同で1997年8月に登山医学のディプロマコース、Diploma in Mountain Medicine（DiMM）を設立した。
その基準を満たしたコースを日本登山医学会も主催している。

## 学術大会
年に1回、例年5-6月頃に開催されている。
2020年は新型コロナウイルス感染症の流行により、例年通り5-6月の会場での開催を延期して、10月にweb開催を行った。

## 学会誌
年に1回学会誌『登山医学』を発行している。

## 学会賞
功労賞、奨励賞、田中賞（若手最優秀演題賞）がある。

### 田中賞（若手最優秀演題賞）
| 年     | 回 | 演題名                                                                                 | 受賞者   | 受賞時の所属   |
| ------ | -- | -------------------------------------------------------------------------------------- | -------- | -------------- |
| 2021年 | 5  | 心肺運動負荷試験による登山中の運動強度の予測                                           | 市川智英 | 松本協立病院   |
| 2020年 | 4  | 夏季低山登山中の熱中症対策塩分タブレット摂取の有無が水分摂取および尿中成分に及ぼす影響 | 西村一樹 | 広島工業大学   |
| 2019年 | 3  | 低酸素性中枢神経浮腫モデル動物を用いた高山病治療薬による浮腫軽減効果の検討             | 稲田真   | 防衛医科大学校 |
| 2019年 | 3  | 標高2880m付近における睡眠時の無呼吸低呼吸指数指数および酸素飽和度低下指数              | 大矢直樹 | 昭和大学       |
| 2018年 | 2  | 月経周期が登山シミュレーション歩行時の生理応答に及ぼす影響                             | 野瀬由佳 | 安田女子大学   |
| 2017年 | 1  | ボルダリング競技のシミュレーション時における生理応答                                   | 西谷善子 | 明治大学       |

## 出版物
- 『高山病と関連疾患の診療ガイドライン』2017年6月発行